# Habronyx amoenus
Habronyx amoenus är en stekelart som beskrevs av Dasch 1984. Habronyx amoenus ingår i släktet Habronyx och familjen brokparasitsteklar. Inga underarter finns listade i Catalogue of Life.